# Municipio de Oscoda
El municipio de Oscoda (en inglés: Oscoda Township) es un municipio ubicado en el condado de Iosco en el estado estadounidense de Míchigan. En el año 2010 tenía una población de 6997 habitantes y una densidad poblacional de 20,58 personas por km².

## Geografía
El municipio de Oscoda se encuentra ubicado en las coordenadas 44°28′14″N 83°32′32″O / 44.47056, -83.54222. Según la Oficina del Censo de los Estados Unidos, el municipio tiene una superficie total de 340.02 km², de la cual 315.96 km² corresponden a tierra firme y (7.08%) 24.06 km² es agua.

## Demografía
Según el censo de 2010, había 6997 personas residiendo en el municipio de Oscoda. La densidad de población era de 20,58 hab./km². De los 6997 habitantes, el municipio de Oscoda estaba compuesto por el 95.24% blancos, el 0.67% eran afroamericanos, el 0.97% eran amerindios, el 0.46% eran asiáticos, el 0.14% eran isleños del Pacífico, el 0.54% eran de otras razas y el 1.97% pertenecían a dos o más razas. Del total de la población el 1.97% eran hispanos o latinos de cualquier raza.